# Fenotipo

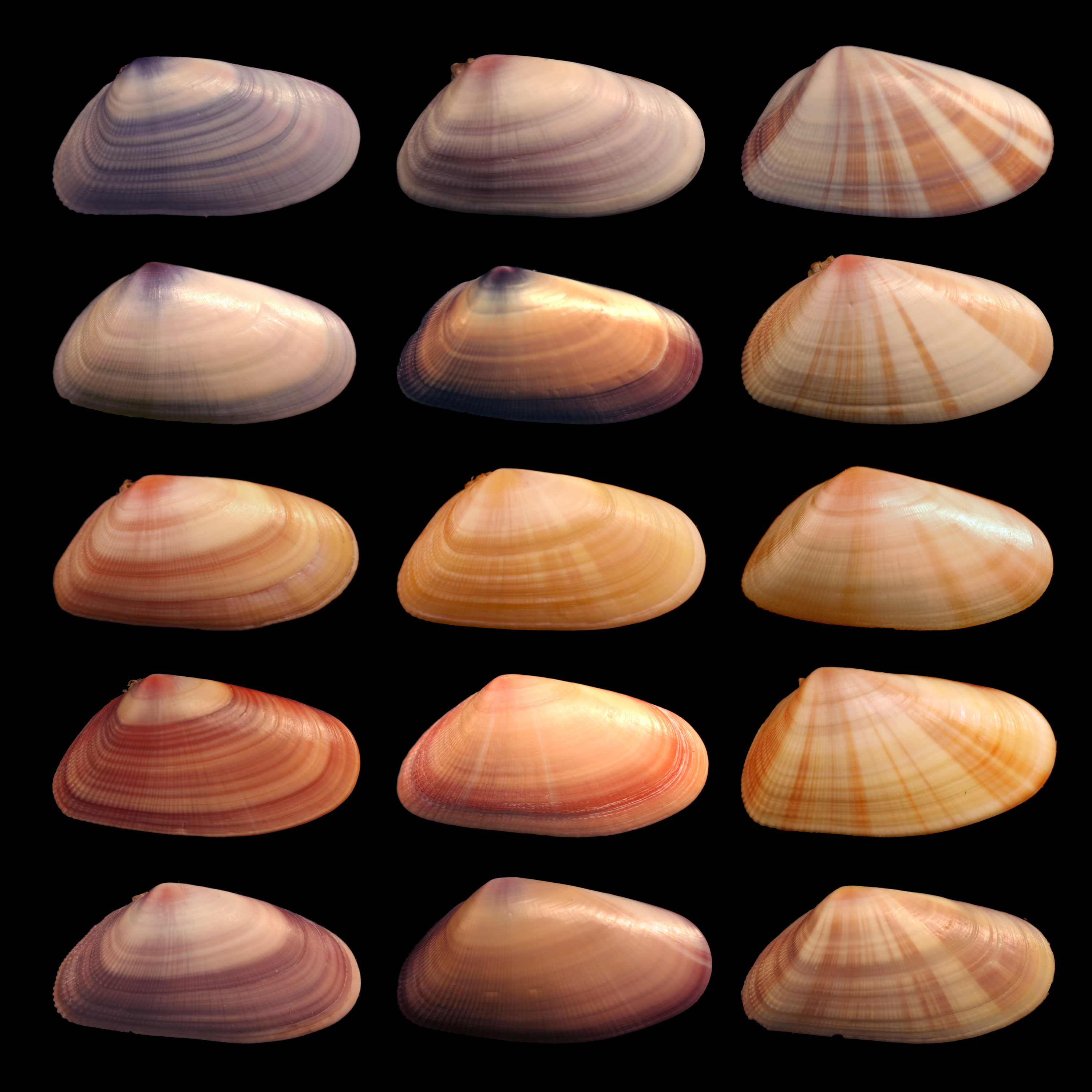
Diversi individui della specie Donax variabilis (mollusco bivalve) mostrano colorazione diversa e quindi diversi fenotipi

Il fenotipo (dal greco phainein, che significa "apparire", e týpos, che significa "impronta") è l'insieme di tutte le caratteristiche manifestate da un organismo vivente, quindi la sua morfologia, il suo sviluppo, le sue proprietà biochimiche e fisiologiche comprensive del comportamento. Questo termine viene utilizzato in associazione al termine genotipo, dove per questo si intende la completa costituzione genetica di un individuo o di un organismo vivente, che è solo in parte espressa nel corpo del vivente.
Quindi il fenotipo è ciò che è evidentemente il vivente; il genotipo invece è l'informazione genetica che è contenuta nel vivente e che ha generato il fenotipo; solo una esigua parte del genotipo si esprime nel fenotipo.

## Generalità
L'assetto genico determina la potenzialità di realizzazione delle caratteristiche fenotipiche, ma il fenotipo non è semplice manifestazione del genotipo: le caratteristiche fenotipicamente osservabili di un organismo sono il risultato dell'interazione tra il genotipo e l'ambiente. L'espressione genica può essere influenzata dall'interazione tra i geni e i loro prodotti (es: gli ormoni), da fattori ambientali (es: alimentazione, stile di vita) e da eventi che possono verificarsi in modo casuale durante lo sviluppo. In sintesi, è possibile definire il fenotipo come la manifestazione fisicamente osservabile del genotipo, che dipende dall'interazione tra espressione genica, fattori ambientali e casualità.
Per tale ragione è importante sottolineare che organismi con uno stesso genotipo non necessariamente presentano uguale fenotipo; bisogna infatti considerare l'influenza dei meccanismi sottostanti alle interazioni ambientali, oggetto di studio dell'epigenetica. Un esempio a cui fare riferimento è il caso dei gemelli omozigoti, i quali hanno genotipo identico: se crescono nello stesso ambiente, sottoposti agli stessi stimoli, tenderanno a invecchiare (in senso biologico) in modo simile e avranno fenotipo simile (dalle caratteristiche fisiche al comportamento). Quando invece questi vengono separati, e sottoposti a stimoli ambientali diversi, tenderanno a invecchiare in modi diversi e questa diversità sarà riscontrabile nelle caratteristiche fenotipiche.
D'altra parte organismi che mostrano uno stesso fenotipo non necessariamente presentano la stessa informazione genetica, o genotipo. Infatti la condizione di omozigosi dominante e quella di eterozigosi per un dato carattere, pur essendo il genotipo differente, si manifestano con lo stesso fenotipo.
In seguito alle scoperte del lavoro di Mendel, agli inizi del Novecento, la ricerca si è orientata verso la scoperta della correlazione tra i geni e il fenotipo, cioè di come i geni possano influenzare il fenotipo di un individuo. Da questo momento in poi si parlerà di genetica neo mendeliana. Le ricerche effettuate erano concordi nell'affermare che il fenotipo è sotto il controllo di uno o più geni su loci specifici di una o più coppie di cromosomi omologhi. Un allele wild type determina il fenotipo. Ci sono numerose mutazioni che possono colpire l'allele wild type, e in base al tipo di mutazione e all'allele colpito, il fenotipo potrà variare o meno.
La distinzione genotipo-fenotipo fu proposta da Wilhelm Johannsen nel 1911. A dispetto della sua semplice definizione, il concetto di fenotipo ha alcune sottigliezze nascoste. Innanzitutto, la maggior parte delle molecole e strutture codificate dal genoma non sono apparentemente visibili in un organismo, eppure fanno parte del suo fenotipo (molecole come l'RNA e le proteine, osservabili con tecniche particolari, es. Western Blotting). I gruppi sanguigni umani ne sono un esempio. Pertanto, per estensione, il termine fenotipo deve includere caratteristiche che possono essere rese visibili attraverso qualche procedura tecnica che mostri l'espressione genica.
Inoltre, estendendo ulteriormente questo concetto, entrano a far parte del fenotipo di un organismo anche qualità più complesse, come ad esempio il suo sviluppo o il suo comportamento.
In definitiva il ruolo giocato dai tre concetti cardine dell'evoluzione (genotipo-fenotipo-ambiente) può essere ragionevolmente sintetizzato nella seguente affermazione:
"Il fenotipo è il frutto della espressione parziale del genotipo, una parte consistente del genotipo dell'individuo (la maggior parte) non è espressa nel vivente, pur essendo da lui posseduta, ma, ricevuta per via ancestrale, è trasmessa alla progenie. Il fenotipo, cioè la parte del genotipo espressa nel vivente si ritiene modulata dall'ambiente". 
La modulazione possibile del fenotipo costituisce la capacità di adattamento dell'individuo.
Il termine fenotipo, con accezione analoga, viene estensivamente utilizzato anche per definire il fenotipo cellulare, riferibile alle condizioni e funzioni vitali di singole linee di cellule tissutali, e non a un intero organismo.

## Variazione fenotipica

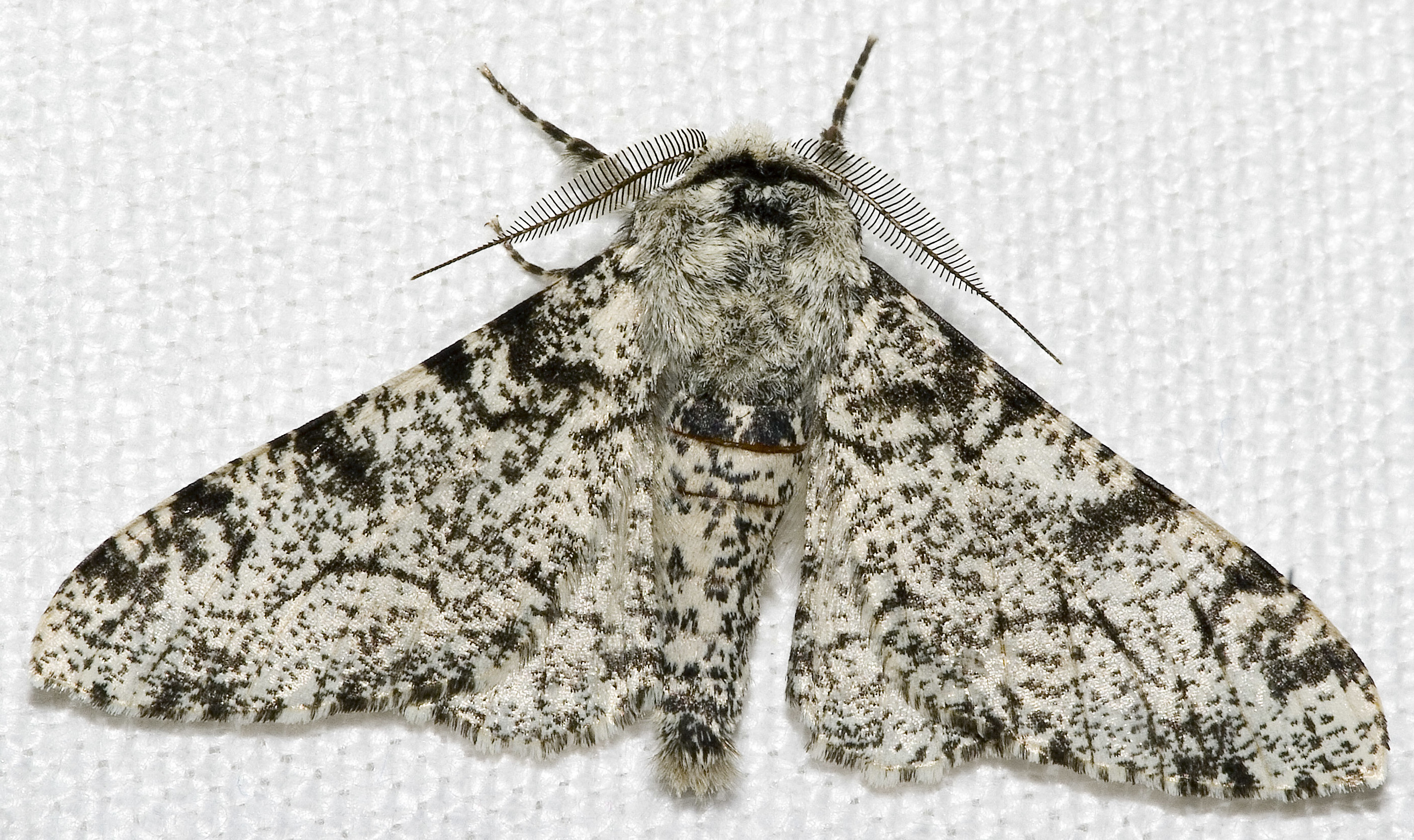
Biston betularia morfologia normale, colore chiaro standard

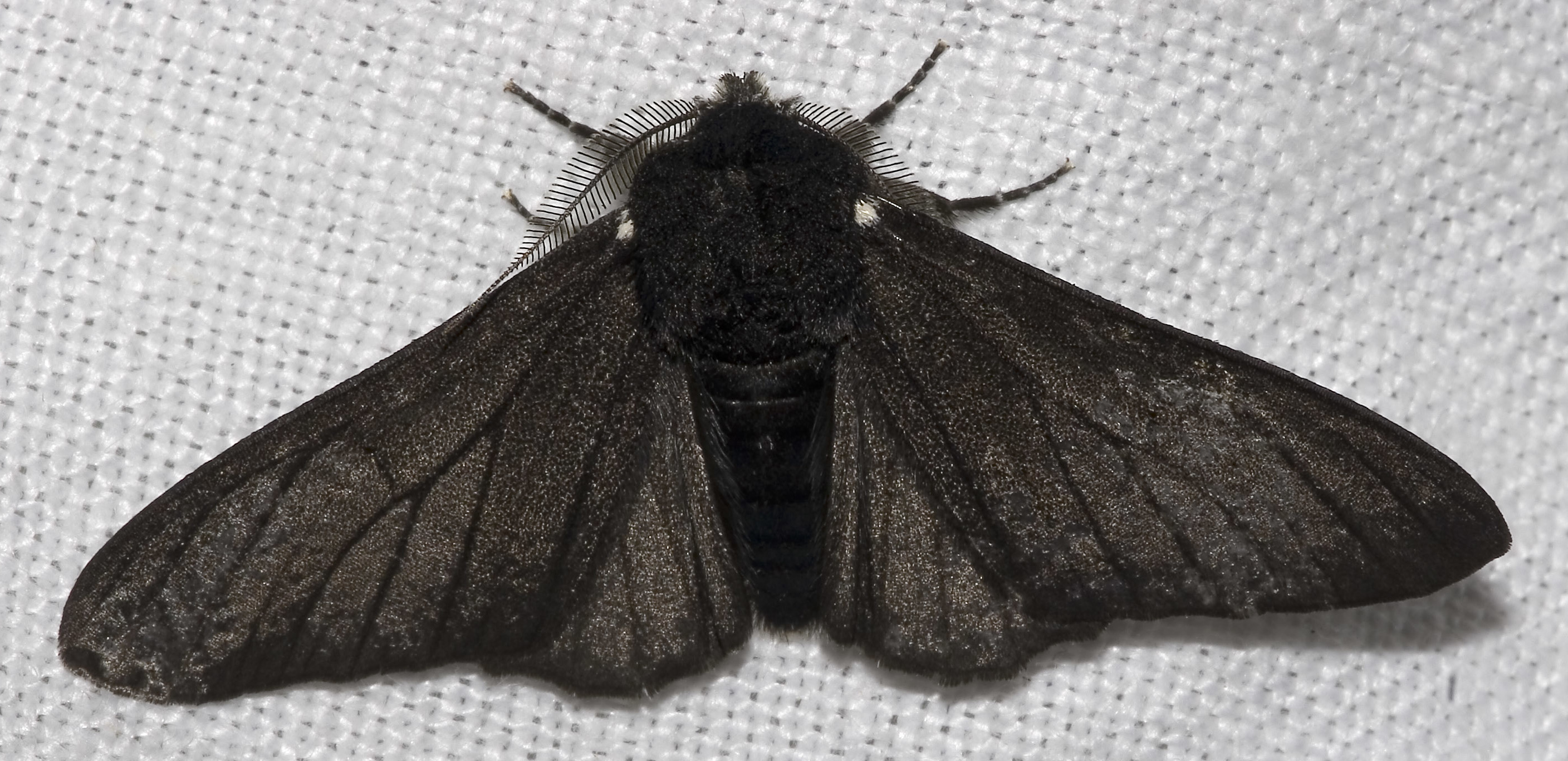
Biston betularia morfologia carbonaria, variante melanica di colore scuro

Le variazioni fenotipiche (causate da variazioni genetiche ereditarie di base) sono un prerequisito fondamentale per l'evoluzione e per la selezione naturale. Infatti la selezione naturale incide indirettamente sulla struttura genetica di una popolazione avendo come bersaglio il fenotipo, dal momento che è quest'ultimo a determinare l'adattamento di un individuo all'ambiente. Senza variazione fenotipica non ci sarebbe nessuna evoluzione per selezione naturale.
L'interazione tra genotipo e fenotipo viene concettualizzata dalla seguente relazione: 
- genotipo (G) + ambiente (A) → fenotipo (P).

Una versione più sfumata della relazione è la seguente: 
- genotipo (G) + ambiente (A) + interazioni tra genotipo e ambiente (GA) → fenotipo (P).

Il genotipo è spesso dotato di una grande flessibilità nel modificare l'espressione fenotipica. Alcuni organismi mostrano fenotipi molto diversi in base alle diverse condizioni ambientali in cui vivono.
Es. la pianta Hieracium umbellatum cresce in Svezia in due habitat completamente diversi. Un habitat è rappresentato dalle scogliere sul mare, quindi è di tipo roccioso, e la pianta cresce cespugliosa con foglie larghe e infiorescenze estese. Il secondo habitat è rappresentato dalle dune sabbiose, dove la pianta cresce prostrata a terra, con foglie strette e infiorescenze compatte. Queste due tipologie di terreno si alternano lungo la costa della Svezia e il luogo in cui attecchisce il seme influenzerà il fenotipo della pianta adulta.
Un altro classico esempio è quello della Biston betularia, una falena che ha come habitat i boschi di betulle; la Biston betularia ha un fenotipo comune (forma tipica) caratterizzato dal colore bianco sporco con variegature più scure sul corpo e sulle ali. A partire dal 1848 tuttavia, cominciò a diffondersi una variante fenotipica più scura della specie stessa detta carbonaria.
Si ritiene che tale diffusione sia avvenuta in concomitanza con la rivoluzione industriale, che interessò l'Inghilterra del XVIII secolo. In quel periodo incominciarono a essere immesse nell'atmosfera ingenti quantità di polveri scure derivanti dalla combustione del carbone (il principale combustibile delle macchine dell'epoca) e nelle aree industriali il notevole inquinamento aveva coperto anche i tronchi degli alberi di betulle con la nera fuliggine. Per effetto di questo mutamento ambientale, la forma melanica della Biston betularia (ossia la Biston betularia var. carbonaria) acquisì un vantaggio mimetico sulla forma chiara, in quanto quest'ultima risultava evidente sui tronchi divenuti più scuri e dunque facilmente predabile dagli uccelli. Il fenotipo scuro pertanto divenne in breve tempo numericamente prevalente nelle aree industriali. Questo fenomeno, detto "melanismo industriale", è stato di grande aiuto per comprendere i meccanismi della selezione naturale.

## Il fenotipo esteso
L'idea del fenotipo è stata generalizzata dal biologo inglese Richard Dawkins nel saggio pubblicato nel 1982 in cui questi fa riferimento al concetto di fenotipo esteso per indicare tutti gli effetti dovuti al mondo esterno che possono influenzare i geni e la loro possibilità di essere replicati. Nella sua opera precedente, Il gene egoista (1976), Dawkins fa una reinterpretazione dell'evoluzione dal punto di vista dei singoli geni, che considera i soli veri “soggetti” su cui agirebbe la selezione naturale. In quest'ottica l'organismo vivente diviene la "macchina da sopravvivenza" che i geni programmano per assicurarsi la loro perpetuazione. Il ruolo dell'organismo viene svalutato a favore di quello del gene: l'organismo è solo una realizzazione dei geni nel mondo fisico e un mezzo attraverso cui i geni competono tra loro.
Dawkins cita anche l'effetto di un organismo sul comportamento di un altro organismo (come il nutrimento dato a un cuculo da un genitore chiaramente di una specie diversa) come un esempio di fenotipo esteso. Geni molto forti di un individuo possono influenzare il comportamento di altri organismi, che non possiedono i geni in questione, in modo da indurre questi organismi a favorire la sopravvivenza dei geni forti, a loro estranei.

## Determinazione del fenotipo
Il fenotipo è l'insieme delle caratteristiche determinate dall'interazione tra fattori ambientali e genotipo; quest'ultimo termine indica, a seconda delle accezioni, la totalità dei geni presenti nel genoma o dei geni coinvolti nella determinazione di un singolo tratto fenotipico. La determinazione genica del fenotipo avviene attraverso la presenza di uno dei diversi possibili alleli che l'individuo porta per un determinato gene, oppure, più comunemente per una serie di geni.
Tuttavia il fenotipo è determinato soltanto in parte dal genotipo, e i fattori ambientali possono avere una maggiore o minore influenza a seconda dei casi. Il contributo dell'ambiente dunque è piuttosto variabile: spesso infatti, pur avendo un genotipo noto, se non si conoscono le condizioni ambientali, la variabilità è tale da rendere imprevedibile come si manifesterà il fenotipo.
Per fenotipo recessivo s'intende la manifestazione del genotipo costituito da alleli recessivi.
Per fenotipo dominante s'intende la manifestazione del genotipo costituito da alleli dominanti, o del genotipo eterozigote, cioè costituito da un allele dominante e uno recessivo.

## Fenotipo e genetica classica

Un quadrato di Punnet che illustra un incrocio tra due piante di pisello eterozigoti per il colore dei fiori: viola (B, dominante) e bianco (b, recessivo)

Il fenotipo è di solito molto più facilmente determinabile del genotipo: si pensi alla facilità nel determinare il colore degli occhi di un individuo rispetto alla complessità del sequenziamento dei geni che ne sono responsabili. È per questo motivo che la genetica classica usa il fenotipo per dedurre la funzione di un gene, confermando i risultati tramite incroci mirati tra gli individui studiati. Con questo metodo i primi genetisti, tra cui Gregor Mendel, furono in grado di determinare i meccanismi di ereditarietà dei tratti somatici senza conoscenze di biologia molecolare.
Mendel, dall'esame di coppie di caratteri ritenne che ogni fattore (gene) potesse esistere in forme alternative (alleli), ognuna delle quali doveva determinare uno dei caratteri; in merito a ciò è possibile parlare di fenotipo recessivo intendendo la manifestazione del genotipo costituito da alleli recessivi, cioè mascherati dagli alleli che determinano il fenotipo dominante, che quindi viene espresso. Con fenotipo dominante invece, si fa riferimento alla manifestazione del genotipo costituito da alleli dominanti, o alleli che caratterizzano il genotipo eterozigote, costituito da un allele dominante e da uno recessivo.